# Stanislas-Arthur-Xavier Touchet
Stanislas-Arthur-Xavier Touchet, francoski rimskokatoliški duhovnik, škof in kardinal, * 15. november 1848, Soliers, † 23. september 1926.

## Življenjepis
13. junija 1872 je prejel duhovniško posvečenje.
29. januarja 1894 je bil imenovan za škofa Orléansa; potrjen je bil 18. maja in 15. julija istega leta je prejel škofovsko posvečenje.
11. decembra 1922 je bil povzdignjen v kardinala in imenovan za kardinal-duhovnika S. Maria sopra Minerva.